# Yokosuka E14Y
El Yokosuka E14Y, de nombre código Glen por las fuerzas armadas estadounidenses era un hidroavión de la Armada Imperial del Japón del que fueron construidos 126 ejemplares para ser utilizados en submarinos oceánicos como el I-25 durante la Segunda Guerra Mundial. La designación japonesa era Hidroavión Ligero de Reconocimiento Tipo O de la Marina (零式小型水上偵察機?).

## Actuaciones

### Operación Dragón Divino Número 2
Actuó desde la costa oeste de Estados Unidos hasta las costas del Índico, cuando el Almirante Yamamoto ordena al almirante Chuichi Nagumo atacar la Base de Trincomalee en Ceilán. Nagumo desarrolla un raid sobre el Índico y destruye la base inglesa, hunde al portaaviones HMS Hermes, junto con el destructor HMAS Vampire, una corbeta, un petrolero y un barco almacén. Al día siguiente Nagumo pone rumbo con su flota al Océano Índico.
El 27 de abril de 1942 los submarinos portaaviones I-16, I-18 e I-30 llegan a Penang y se encuentran con el transporte Nisshin que lleva los minisubmarinos. La Operación Dragón Divino Nº 2 está en marcha. El 5 de mayo de 1942, los británicos comienzan la Operación Ironclad para apoderarse de la colonia francesa de Madagascar, especialmente de la Bahía de Diego Suárez. Ante el sorpresivo ataque británico los franceses opusieron resistencia hasta el límite de sus fuerzas, pero poco es lo que podían hacer ante el desproporcionado poderío aeronaval británico, que los superaba ampliamente en número de hombres y equipo. El 7 de mayo, intentando salir a mar abierto después de estar acoderado al muelle, el submarino Bévéziers (Q179) es atacado por aviones torpederos y bombarderos del portaaviones HMS Illustrious. El submarino Monge ataca al portaaviones HMS Indomitable, pero los destructores HMS Active y HMS Panther hunden al submarino. Las exiguas fuerzas francesas se repliegan al sur de Madagascar y permanecen luchando al límite de sus fuerzas hasta el mes de noviembre.
La flotilla de submarinos, al mando del capitán Ishizaki en el I-16, con el I-10 y el I-20 llegaron a Madagascar el 29 de mayo de 1942; el I-18 tuvo problemas por un tifón mientras recargaba baterías y no pudo ser reparado, por lo que regresó a Kure con un solo motor. Ese mismo día en horas de la noche, aproximadamente a las 22:30, el hidroavión de reconocimiento E14Y del I-10, pilotado por el teniente Araki Toshio y el suboficial Ito Yoshiharu como observador, despegó para hacer un reconocimiento en la Bahía de Diego Suárez y encontró al acorazado HMS Ramillies anclado en la rada junto con los destructores HMS Duncan y HMS Active, las corbetas HMS Genista y HMS Thyme, el transporte de tropas HMS Karanja, el buque hospital, Atlantis, el tanquero British Loyalty, el mercante Llandaff Castle y un barco de municiones. Apenas avistado el avión se dio la alerta en Diego Suárez y el acorazado Ramillies levó anclas para cambiar de posición.

## Su acción más famosa

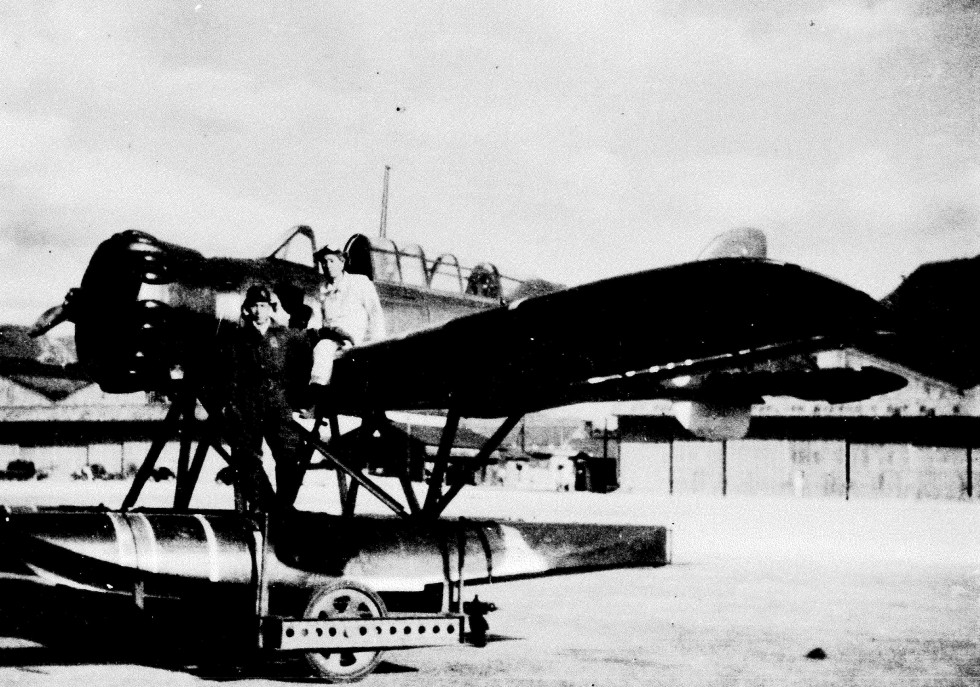
Nobuo Fujita y su Glen.

En junio de 1942, el I-25 estaba patrullando las costas de Oregón, cuando cañoneó la Batería Russell, un pequeño destacamento del militar que ahora está fuera de servicio. en el Fort Stevens. El daño fue mínimo. De hecho lo único que fue dañado fue la cancha de béisbol. El 9 de septiembre de 1942, la tripulación armó el  Glen  Archivado el 4 de octubre de 2008 en Wayback Machine. del 4.º Sensuitai, 1.er Sensui Sentai, pilotado por Nobuo Fujita y su observador Shoji Okuda el cual dejó caer  bombas incendiarias sobre los bosques de Oregón, siendo la primera vez que el territorio continental de Estados Unidos fue bombardeado desde el aire en lo que se conoció como "The Lookout Air Raid". La meta era propagar incendios por toda la costa, pero los vientos estaban escasos, había lluvia y los bosques estaban húmedos y  dos rápidos centinelas de Incendios (Fire Lookouts) mantuvieron los incendios bajo control. De hecho si se hubieran desatado los incendios el liviano Glen habría caído.

## Véase también

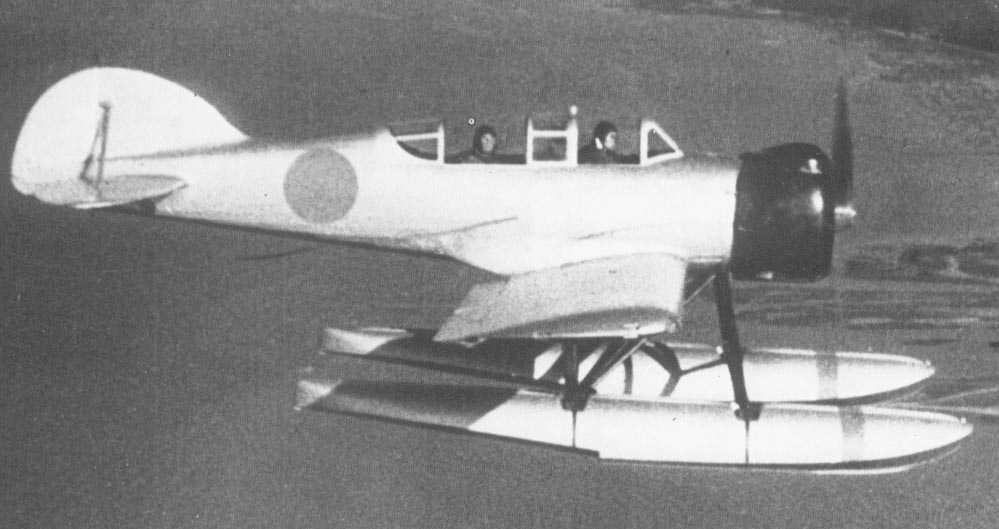
E14Y en vuelo.

## Destacamentos
- Submarino I-7
- Submarino I-8
- Submarino I-9
- Submarino I-10
- Submarino I-11
- Submarinos I-15 al  I-35

## Especificaciones técnicas

### Características generales
- Tripulación: 2 (piloto y observador)
- Longitud: 8,5 m (28 ft)
- Envergadura: 11 m (36,1 ft)
- Altura: 3,8 m (12,5 ft)
- Superficie alar: 19 m² (204,5 ft²)
- Peso vacío: 1119 kg (2466,3 lb)
- Peso cargado: 1450 kg (3195,8 lb)
- Peso máximo al despegue: 1603 kg (3533 lb)
- Planta motriz: 1× motor radial de 9 cilindros Hitachi Tempu 12.
  - Potencia:

### Rendimiento
- Velocidad máxima operativa (Vno): 246 km/h (153 MPH; 133 kt)
- Velocidad crucero (Vc): 167 km/h (104 MPH; 90 kt)
- Alcance: 880 km (475 nmi; 547 mi)
- Techo de vuelo: 5420 m (17 782 ft)
- Carga alar: 76,3 kg/m² (15,6 lb/ft²)

### Armamento
- Ametralladoras: 1× trasera de 7,7 mm para el observador
- Puntos de anclaje: 4 con una capacidad de indeterminada, para cargar una combinación de:  
  - Bombas: incendiarias de 76 kg

### Aeronaves similares
Arado Ar 231

### Secuencias de designación
E12A/E12K/E12N - E13A/E13K - E14W/E14Y - E15K -  E16A

### Listas relacionadas
Anexo:Hidroaviones y aviones anfibios